# Xabier Quiroga
Xabier Quiroga Díaz (Saviñao, 9 de mayo de 1961) es un escritor español en lengua gallega.

## Trayectoria
Licenciado en Filología gallega, es profesor de Lengua y literatura gallega. Su primera novela, Atuado na Braña, fue finalista del Premio Xerais en 2001. En 2009 recibió el «Premio de la Crítica» de narrativa en lengua gallega por O cabo do mundo y en 2014 por "Zapatillas rotas".

## Obras
- Atuado na Braña (Xerais, 2002). Premio Losada Diéguez 2003.
- Era por setembro (Xerais, 2004).
- Se buscabas un deus (Xerais, 2006).
- O Cabo do mundo (Xerais, 2009). Premio de la Crítica de narrativa gallega.
- Zapatillas rotas (Xerais, 2014). Premio de la Crítica de narrativa gallega.
- Izan o da saca (Xerais, 2015).
- La casa del nazi (Ediciones B, 2017).
- O cabo do mundo (Xerais, 2017).
- El cabo del mundo (Ediciones B, 2018).
- O baile dos estorniños (Edicións Xerais), 2021.

- coa man esquerda